# Cystorchis ranaiensis
Cystorchis ranaiensis är en orkidéart som beskrevs av Johannes Jacobus Smith. Cystorchis ranaiensis ingår i släktet Cystorchis, och familjen orkidéer. Inga underarter finns listade i Catalogue of Life.